# Amor Vincit Omnia (Caravaggio)
Amor Vincit Omnia (Ljubezen premaga vse) tudi Amor Victorious, Victorious Cupid (Amor kot zmagovalec) je slika italijanskega baročnega slikarja Caravaggia. Oljna slika velikosti 156 x 113 cm na platnu je nastala leta 1602 in je od leta 1815 v berlinskih muzejih.

## Vsebina in tehnologija
Goli, temnokrili Kupid v obliki najstnika sedi na nebesni globus, ki je v veliki meri pokrita s prtom. Desno in levo, pa tudi pri njegovih nogah, ležijo glasbila in glasbena knjiga, kompasi in kvadrati, krona, palica, vijolična draperija, knjiga s peresom, lovorov venec in kosi oklepa. V desni roki drži lok in dve puščici: rdečo (pravzaprav zlato), ki vzbuja ljubezen in črno (svinčeno), zaradi katere ugasne.  Njegova glava je nagnjena v levo. Poza se zdi nestabilna: prste desne noge nasloni na tla, medtem ko levo nogo upogne na mizo do pasu. Noge so tako široko razprte, da se vidi celo mednožje. Leva roka je obrnjena na hrbet - umazani nohti na nogah pa so značilna realistična podrobnost.
Umetnik uporablja svetlečo svetlobo in visoko kontrastni chiaroscúro, zaradi česar je njegov motiv videti še posebej živ. Prevladujejo kot so rjava, oljčna in caput mortuum (vijolično obarvana rdeča) s povezavami do rdeče, rumene in modre barve.
- Prsti desne noge
- Pernati konci puščic
- Desno koleno z nebesnim globusom v ozadju

## Razlaga in zgodovina
Upodobitev zmagovitega Amorja izvira iz zmage Erosa nad Panom. V tradicionalni razlagi ime Pan pomeni "vse", "vsi". Tako ljubezen premaga vse, kot pravi alternativni naslov Amor vincit omnia. Tetiva se je zlomila - orožje je služilo svojemu namenu. Premagani Pan predstavlja simboli svetovne moči, umetnosti in znanosti. Tako je sporočilo o vsemogočnosti ljubezni bolj brezčasno in lažje razumljivo. Kupidov sedež je nebesni globus - zato njegova zmaga sega onkraj zemeljskega. Provokativna golota pa ni božanska, ampak ostaja zgolj povezana z modelom. Tudi to je ponovitev, prav tako predmeti, ki nadomeščajo Pana.
Joachim von Sandrart je sliko opisal leta 1675 v svoji Teutsche Academie. Ocenil je starost modela na približno dvanajst let. Sandrart poroča, da je bila slika po njegovem nasvetu med slikarsko predstavo pokrita z zelenim žametom in je izšla šele na koncu, ko so si ogledali vse druge slike: »... ker so bile sicer vse druge redkosti grde / tako da ga lahko imenujemo mrk vseh slik [...]«
Latinski naslov sega v Vergilijevo eklogo: Omnia vincit amor: et nos cedamus Amori. Po prevodu Michaela von Albrechtsa: Kupid premaga vse; zato tudi mi želimo biti poslušni Kupidu! (Eklogen 10.69, Bucolica).
Naročnik je bil Vincenzo (Marchese) Giustiniani. Slika je prišla v Berlin leta 1815 po razpadu Giustinianijeve zbirke.

## Reakcije

### "Nebeški Kupid" avtorja Giovannija Baglioneja
V nasprotju z Giovannijem Baglionejem Nebeški Kupid ujame zemeljskega Kupida z demonom. Oboroženi napadalec je videti kot nadangel in v desni roki drži rdeč žareč sveženj žarkov. Zemeljski Kupid v levi roki drži zlomljene puščice, z desno pa lok. Zadnjico obrača proti gledalcu in puščice drži blizu sebe. To kaže na homoseksualnost.

### Razprave v 21. stoletju
Med razpravo o otroški pornografiji, ki jo je sprožila afera Edathy, je slika naletela na kritike. V odprtem pismu berlinski Gemäldegalerie je bila upodobitev dečka zaradi obscenosti prizora in starosti modela obsojena kot žaljiva, in zahteve glasne da se podoba odvzame iz javnosti. Direktor muzeja prof. Bernd Lindemann je odločno zavrnil obtožbe in navedel umetniško svobodo ter trditve označil za absurdne. V komentarju za spletno revijo Telepolis je Bettina Hammer zahteve spet videla kot logično posledico trenutne razprave.